# Donnington (Herefordshire)
Donnington – wieś w Anglii, w hrabstwie Herefordshire. Leży 21 km na wschód od miasta Hereford i 168 km na zachód od Londynu.